# عرق جبین

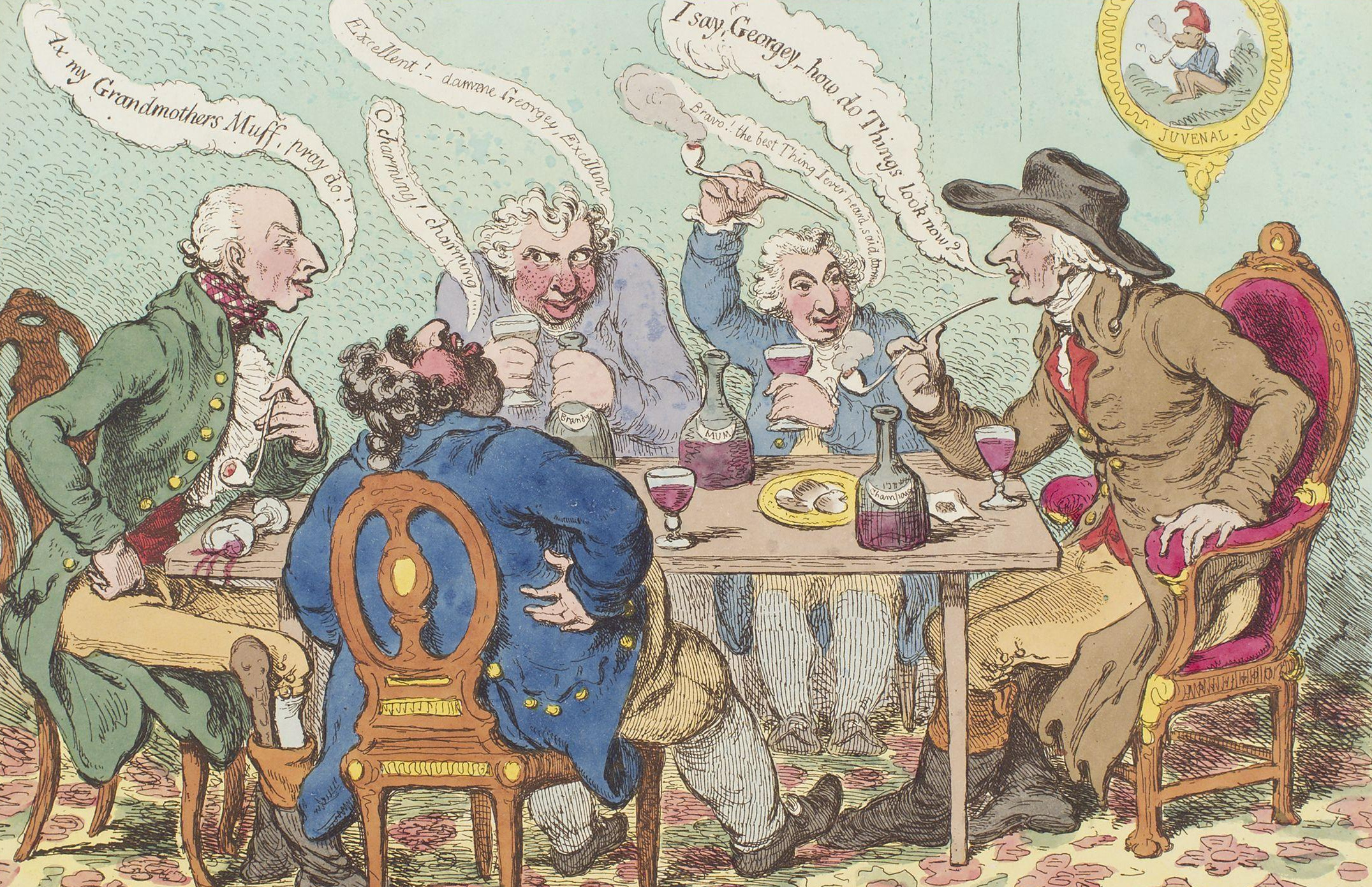
اثر بر گرفته از نظریه عرق جبین

عرق جبین (به انگلیسی: Sweat of the brow) یک نظریه حقوقی در زمینه مالکیت فکری است. بر طبق این اصل یک مؤلف برای کسب حقوق معنوی  به علت کوشش در ایجاد یک اثر یا یک پایگاه‌داده نیازی به خلاقیت اولیه ندارد، و تلاش وی برای ایجاد اثر وی را صاحب حقوق قانونی می‌کند. بر طبق این اصل آثاری که محصول فکر یا ابتکار و خلاقیت پدیدآورنده‌اش و و مظهر شخصیت و منویات نیز مورد حمایت قانونی قرار می‌گیرد و نیاز به نو بودن اثر نیست. مثلاً اگر کسی مفهومی را که در افواه رایج بوده است، در شعری زیبا بیان کند، این شعر مورد حمایت قانونی قرار می‌گیرد. چرا که هر بیان تازه‌ی مفهوم می‌تواند با ذوق و شخصیت و خلاقیت یک فرد عجین شده باشد و قابل جدا شدن نباشد.